# AFCアジアカップ1984
AFCアジアカップ1984は、第8回目のAFCアジアカップであり、アジア各国の代表チームによって争われるサッカーの大会である。本大会は、1984年12月1日から同年12月15日にかけて行われ、サウジアラビアが優勝を決めた。

## 予選
21か国が参加し4グループに分かれてリーグ戦を行い、各グループ上位2か国(計8か国)が本大会への出場権を得た。
- AFCアジアカップ1984 (予選)

## 出場国
- シンガポール(開催国)　初出場
- クウェート(前回優勝国)　4大会連続4度目

他に予選を勝ち抜いた8か国を加え、計10か国が参加した。
- 中華人民共和国　3大会連続3度目
- インド  5大会ぶり2度目
- イラン　5大会連続5度目
- カタール　2大会連続2度目
- 韓国　2大会連続6度目
- サウジアラビア　初出場
- シリア　2大会連続2度目
- アラブ首長国連邦　2大会連続2度目

## 会場
| カラン               |
| -------------------- |
| ナショナルスタジアム |
| 収容人員: 55,000人   |
|                      |

## 本大会
時刻はすべてシンガポール時間 (UTC+8)

### 1次ラウンド

#### 1組
| チーム         | 勝点 | 試 | 勝 | 分 | 負 | 得点 | 失点 | 差 |
| -------------- | ---- | -- | -- | -- | -- | ---- | ---- | -- |
| サウジアラビア | 6    | 4  | 2  | 2  | 0  | 4    | 2    | +2 |
| クウェート     | 5    | 4  | 2  | 1  | 1  | 4    | 2    | +2 |
| カタール       | 4    | 4  | 1  | 2  | 1  | 3    | 3    | 0  |
| シリア         | 3    | 4  | 1  | 1  | 2  | 3    | 5    | -2 |
| 韓国           | 2    | 4  | 0  | 2  | 2  | 1    | 3    | -2 |

| 1984年12月1日 21:00 |

| カタール       | 1 – 1 | シリア                 |
| カルファン 6分 |       | アンベール 46分 (o.g.) |

| ナショナルスタジアム (シンガポール) 観客数: 15,000人 |

| 1984年12月2日 19:00 |

| 韓国        | 1 – 1 | サウジアラビア  |
| 李泰浩 51分 |       | アブドゥラ 90分 |

| ナショナルスタジアム (シンガポール) |

| 1984年12月3日 21:00 |

| クウェート                 | 1 – 0 | カタール |
| アル＝ルマイヒ 50分 (o.g.) |       |          |

| ナショナルスタジアム (シンガポール) |

| 1984年12月4日 21:00 |

| シリア | 0 – 1 | サウジアラビア |
|        |       | カリファ 71分  |

| ナショナルスタジアム (シンガポール) |

| 1984年12月5日 19:00 |

| クウェート | 0 – 0 | 韓国 |
|            |       |      |

| ナショナルスタジアム (シンガポール) |

| 1984年12月7日 21:00 |

| 韓国 | 0 – 1 | シリア        |
|      |       | ハッサン 13分 |

| ナショナルスタジアム (シンガポール) |

| 1984年12月8日 19:00 |

| サウジアラビア      | 1 – 1 | カタール      |
| アル＝ジャワド 61分 |       | ザイード 46分 |

| ナショナルスタジアム (シンガポール) |

| 1984年12月9日 19:00 |

| シリア         | 1 – 3 | クウェート                                                   |
| アル＝セル 6分 |       | マフルス 71分 (o.g.) · アル＝ダキル 78分 · アル＝ブルシ 83分 |

| ナショナルスタジアム (シンガポール) |

| 1984年12月10日 21:00 |

| カタール      | 1 – 0 | 韓国 |
| サルマン 69分 |       |      |

| ナショナルスタジアム (シンガポール) |

| 1984年12月11日 21:00 |

| サウジアラビア        | 1 – 0 | クウェート |
| アル＝ジャムアン 90分 |       |            |

| ナショナルスタジアム (シンガポール) |

#### 2組
| チーム           | 勝点 | 試 | 勝 | 分 | 負 | 得点 | 失点 | 差 |
| ---------------- | ---- | -- | -- | -- | -- | ---- | ---- | -- |
| 中華人民共和国   | 6    | 4  | 3  | 0  | 1  | 10   | 2    | +8 |
| イラン           | 6    | 4  | 2  | 2  | 0  | 6    | 1    | +5 |
| アラブ首長国連邦 | 4    | 4  | 2  | 0  | 2  | 3    | 8    | -5 |
| シンガポール     | 3    | 4  | 1  | 1  | 2  | 3    | 4    | -1 |
| インド           | 1    | 4  | 0  | 1  | 3  | 0    | 7    | -7 |

| 1984年12月1日 19:00 |

| イラン                                                                   | 3 – 0 | アラブ首長国連邦 |
| アリドゥスティ 27分 · シャルク・バヤニ 85分 (pen.) · モハンマドハニ 87分 |       |                  |

| ナショナルスタジアム (シンガポール) 観客数: 15,000人 |

| 1984年12月2日 21:00 |

| シンガポール              | 2 – 0 | インド |
| アワブ 38分 · サアド 70分 |       |        |

| ナショナルスタジアム (シンガポール) |

| 1984年12月3日 19:00 |

| 中華人民共和国 | 0 – 2 | イラン                                  |
|                |       | モハンマドハニ 56分 · アラブシャヒ 67分 |

| ナショナルスタジアム (シンガポール) 観客数: 50,000 主審: George Courtney |

| 1984年12月4日 19:00 |

| アラブ首長国連邦                    | 2 – 0 | インド |
| アル＝タルヤニ 81分 · カメエス 90分 |       |        |

| ナショナルスタジアム (シンガポール) 主審: Abu Waheed (OMN) |

| 1984年12月5日 21:00 |

| 中華人民共和国                | 2 – 0 | シンガポール |
| 賈秀全 22分 · 趙達裕(en) 39分 |       |              |

| ナショナルスタジアム (シンガポール) |

| 1984年12月7日 19:00 |

| インド | 0 – 0 | イラン |
|        |       |        |

| ナショナルスタジアム (シンガポール) 観客数: 10,000 主審: Kiat Koo Kwan |

| 1984年12月8日 21:00 |

| シンガポール | 0 – 1 | アラブ首長国連邦        |
|              |       | アブドゥルラフマン 62分 |

| ナショナルスタジアム (シンガポール) |

| 1984年12月9日 21:00 |

| インド | 0 – 3 | 中華人民共和国                          |
|        |       | 林楽豊 12分 · 古広明 59分 · 賈秀全 79分 |

| ナショナルスタジアム (シンガポール) |

| 1984年12月10日 19:00 |

| イラン                       | 1 – 1 | シンガポール |
| シャルク・バヤニ 56分 (pen.) |       | サアド 62分  |

| ナショナルスタジアム (シンガポール) 観客数: 20,000人 |

| 1984年12月11日 19:00 |

| アラブ首長国連邦 | 0 – 5 | 中華人民共和国                                                      |
|                  |       | 楊朝暉 12分 · 賈秀全 21分 · 左樹声 34分 · 趙達裕 52分 · 古広明 67分 |

| ナショナルスタジアム (シンガポール) 観客数: 15,000人 |

#### 準決勝
| 1984年12月13日 |

| サウジアラビア                                                           | 1 – 1 (a.e.t.) | イラン                                                         |
| シャヒン・バヤニ 88分 (o.g.)                                             |                | シャルク・バヤニ 42分                                          |
|                                                                          | PK戦           |                                                                |
| アブドゥラ アル＝ジャワド ヌメイムフ アル＝ジャムアン アル＝ムサイベアフ | 5 – 4          | ハジロ モクタリファル デラクシャン パンジャリ シャルク・バヤニ |

| ナショナルスタジアム (シンガポール 観客数: 40,000 主審: George Courtney |

| 1984年12月14日 |

| 中華人民共和国 | 1 – 0 (a.e.t.) | クウェート |
| 李華筠 108分   |                |            |

| ナショナルスタジアム (シンガポール |

#### 3位決定戦
| 1984年12月16日 |

| イラン                       | 1 – 1 (a.e.t.) | クウェート                                        |
| モハンマドハニ 81分          |                | アル＝ハダド 21分                                 |
|                              | PK戦           |                                                   |
| ハジロ アハディ デラクシャン | 3 – 4          | アル＝ダキル アル＝スワエド W.ムバラク M.ムバラク |

| ナショナルスタジアム (シンガポール) 観客数: 50,000人 |

#### 決勝
| 1984年12月16日 |

| サウジアラビア                        | 2 – 0 | 中華人民共和国 |
| アル＝ナフィサ 10分 · アブドゥラ 47分 |       |                |

| ナショナルスタジアム (シンガポール) 観客数: 40,000人 |

## 最終結果
| AFCアジアカップ1984優勝国 |
| ------------------------- |
| · サウジアラビア · 初優勝 |